# قشدة صدفية
القشطة الصدفية أو السفرجل الهندي (الاسم العلمي: Annona squamosa) نبات استوائي ينمو في الأراضي المنخفضة الاستوائية في أمريكا اللاتينية وجزر الهند الغربية وينتمي إلى الفصيلة القشطية. سمي بالقشطة الصدفية لأن المظهر الخارجي لثمار هذا النبات والمسماة بالسفرجل الهندي تشبه الأصداف إلى حد كبير.